# Wednesfield
Wednesfield est une ville des Midlands de l'Ouest, en Angleterre. Elle est située à 3 km nord-est du centre-ville de Wolverhampton et appartient à la conurbation qui s'étend de Wolverhampton à Birmingham.

## Toponymie
Wednesfield est un nom d'origine vieil-anglaise. Il fait référence à un terrain inoccupé (feld) associé à Woden, le dieu païen équivalent de l'Odin de la mythologie nordique. Il est attesté pour la première fois en 996 sous la forme Wodnesfeld. Dans le Domesday Book, compilé en 1086, le village est appelé Wodnesfelde.

## Histoire
Jusqu'en 1974, Wednesfield relève du comté du Staffordshire.